# Claude-Louis Navier

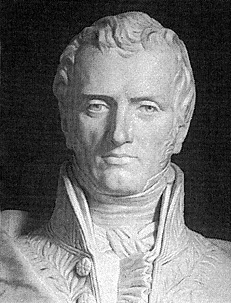
Claude-Louis Navier

Claude Louis Marie Henri Navier (ur. 10 lutego 1785 w Dijon, zm. 21 sierpnia 1836 w Paryżu) – francuski inżynier i fizyk, który głównie specjalizował się w mechanice. Znane równania w mechanice ośrodków ciągłych, tzw. równania Naviera-Stokesa, nazwane zostały na jego cześć.

## Życiorys

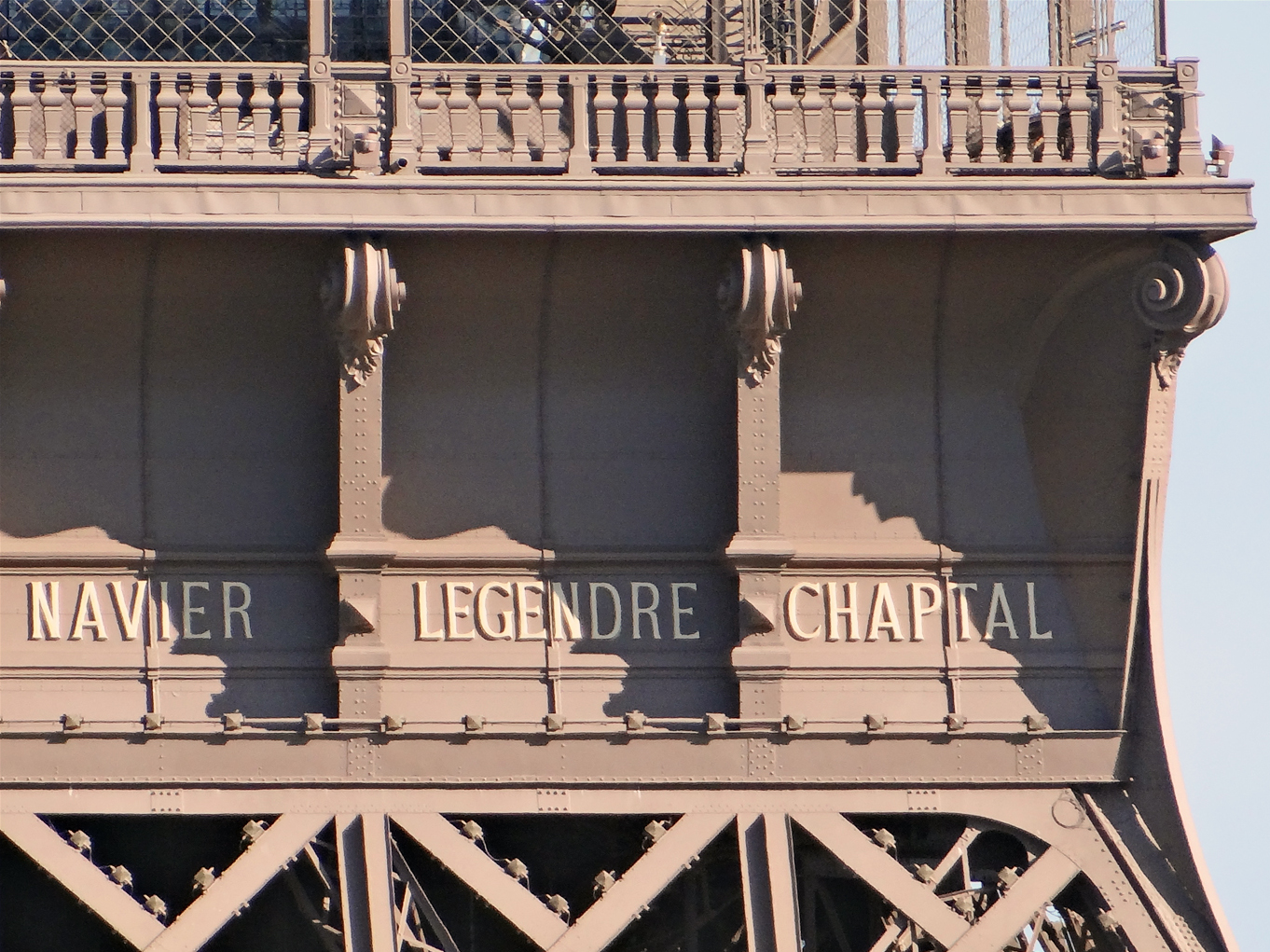
Nazwisko Naviera na Wieży Eiffla w Paryżu – po lewej, obok nazwiska Legendre’a

Nadzorował budowę mostów w Choisy, Asnières i Argenteuil w departamencie Seine oraz kładek dla pieszych w Paryżu. W 1824 został przyjęty w poczet członków Francuskiej Akademii Nauk. W 1830 został profesorem w École nationale des ponts et chaussées, a w następnym roku przejął stanowisko profesora rachunku różniczkowego i całkowego oraz mechaniki w École polytechnique.

## Osiągnięcia
Navier jako pierwszy sformułował ogólną teorię sprężystości używając rozwiniętego języka matematyki (1821). W 1826 wprowadził moduł sprężystości jako właściwość materiału niezależną od geometrycznego momentu bezwładności. Dlatego uważany jest za twórcę podstaw współczesnej analizy strukturalnej.
Jednakże jego największym wkładem było sformułowanie równań, które opisują ruch płynu i są podstawą mechaniki ośrodków ciągłych i hydromechaniki (równania Naviera-Stokesa).

## Upamiętnienie
Jego nazwisko pojawiło się na liście 72 nazwisk na wieży Eiffla.